# 豊前バイパス
豊前バイパス（ぶぜんバイパス）は、福岡県築上郡上毛町から大分県中津市に至る、全長5.9 kmの国道10号バイパスである。北大道路の一部を構成しており、国道10号北九州・豊前方面と中津バイパスを結ぶ。

## 概要
- 起点 : 福岡県豊前市大字高田（工業団地入口交差点）
- 終点 : 大分県中津市三光佐知（新山国大橋交差点）
- 全長 : 5.9 km
- 車線 : 4車線
- 種級区分 : 第3種第1級
- 設計速度 : 80 km/h

全線が4車線で供用されている。

## 沿革
- 1972年度 : 事業化。
- 1983年度 : 用地着手。
- 1988年度 : 工事着手。
- 1994年度 : 暫定開通。
- 2003年度 : 拡幅事業化。工事着手。
- 2006年2月 : L=0.2 km（福岡県豊前市大字高田 - 築上郡上毛町大之瀬）4車線化。
- 2009年3月27日 : L=1.2 km 上毛町大ノ瀬 - 八ツ並（築上郡上毛町大之瀬 - 同町大字八ツ並）4車線化。
- 2009年11月25日 : L=1.1 km 八ツ並 - 宇野垂水（築上郡上毛町大字八ツ並 - 同町上毛町垂水）4車線化。
- 2010年3月26日 : L=1.0 km 宇野垂水 - 下野地（築上郡上毛町垂水 - 同町下唐原）4車線化。
- 2011年12月27日 : L=0.9 km 下野地 - 大池公園入口（築上郡上毛町下唐原 - 同町下唐原）一部4車線化。
- 2012年11月9日 : L=1.0 km 大池公園入口 - 唐原（築上郡上毛町下唐原 - 同町下唐原）4車線化。
- 2020年3月17日 : L=0.5 km 唐原 - 新山国大橋（築上郡上毛町下唐原 - 大分県中津市三光佐知）4車線化により、全線4車線化[1]。

## 接続道路
| 交差する道路                            | 交差する場所 | 備考                | 所在地             | 所在地 |
| --------------------------------------- | ------------ | ------------------- | ------------------ | ------ |
| 国道10号 北九州・行橋方面               |              |                     |                    |        |
| 福岡県道226号山内吉富線                 | 上毛町大池橋 |                     | 福岡県築上郡上毛町 |        |
| 福岡県道・大分県道1号豊前万田線         | 八ツ並       |                     | 福岡県築上郡上毛町 |        |
| 大分県道・福岡県道109号福土吉富線       |              | 立体交差            | 福岡県築上郡上毛町 |        |
| 福岡県道225号野地塔田線                 | 下野地       |                     | 福岡県築上郡上毛町 |        |
| 福岡県道・大分県道16号吉富本耶馬渓線    | 唐原         |                     | 福岡県築上郡上毛町 |        |
| 大分県道664号円座中津線                 | 新山国大橋   | 国道212号と間接接続 | 大分県中津市       |        |
| 国道10号（中津バイパス） 大分・別府方面 |              |                     |                    |        |

## 車線・最高速度
| 区間                                  | 車線 上下線=上り線+下り線 | 最高速度 |
| ------------------------------------- | ------------------------- | -------- |
| 工業団地入口交差点 - 新山国大橋交差点 | 4=2+2                     | 60 km/h  |